# Шёненбург
Шёненбу́рг (фр. Schoenenbourg) — коммуна на северо-востоке Франции в регионе Гранд-Эст (бывший Эльзас — Шампань — Арденны — Лотарингия), департамент Нижний Рейн, округ Агно-Висамбур, кантон Висамбур. До марта 2015 года коммуна административно входила в состав упразднённого кантона Сульц-су-Форе (округ Висамбур).

## Географическое положение
Коммуна расположена на расстоянии около 410 км восточнее Парижа, 45 км севернее Страсбурга.
Площадь коммуны — 5,47 км², население — 671 человек (2006) с тенденцией к стабилизации: 684 человека (2013), плотность населения — 125,1 чел/км².

## Население
Население коммуны в 2011 году составляло 672 человека, в 2012 году — 674 человека, а в 2013-м — 684 человека.
| 1962 | 1968 | 1975 | 1982 | 1990 | 1999 | 2006 | 2008 | 2011 | 2012 | 2013 |
| ---- | ---- | ---- | ---- | ---- | ---- | ---- | ---- | ---- | ---- | ---- |
| 650  | 619  | 601  | 633  | 673  | 662  | 671  | 670  | 672  | 674  | 684  |

Динамика населения:

## Экономика
В 2010 году из 438 человек трудоспособного возраста (от 15 до 64 лет) 337 были экономически активными, 101 — неактивными (показатель активности 76,9 %, в 1999 году — 69,3 %). Из 337 активных трудоспособных жителей работали 307 человек (171 мужчина и 136 женщин), 30 числились безработными (15 мужчин и 15 женщин). Среди 101 трудоспособных неактивных граждан 24 были учениками либо студентами, 41 — пенсионерами, а ещё 36 — были неактивны в силу других причин.